# Горен площаден мост (Самоков)
Горният площаден мост (на гръцки: Γεφύρι στην πλατεία) е стар каменен мост в Егейска Македония, Гърция, в кушнишкото село Самоков (Доматия).
Мостът пресича източната рекичка на селото Самоковина (Самаковико или Гурононеро). Намира се източно от площада на селото и е 60 m по-високо от Долния площаден мост.
Арката на моста, която откъм долната страна има леко заострена форма, има ред камъни, оградени с украса от тънки пластини. Пътната му настилка е асфалтирана и остава функционална, обслужваща преминаването на пешеходци и коли. Реставриран е през 2009 година, но мантинелите и металните му тръби от страната нагоре по течението продължават да нарушават традиционния му характер.
В 1990 година е обявен заедно с останалите пет моста на селото за паметник на културата.